# Pär Lagerkvist
Pär Fabian Lagerkvist (23. května 1891 Växjö – 11. července 1974 Danderyd u Stockholmu) byl švédský básník, dramatik, romanopisec a autor povídek a esejí, nositel Nobelovy ceny za literaturu za rok 1951.

## Život
Pär Fabian Lagerkvist se narodil roku 1891 ve Växjö v jižním Švédsku v provincii Småland v rodině přednosty železniční stanice a dětství prožil v silně religiózním prostředí. Po maturitě roku 1910 strávil rok studiem historie na univerzitě v Uppsale. V roce 1913 odjel do Paříže, kde ho zaujaly moderní expresionistické proudy, zejména v malířství. Věnoval se novinářství a brzy se stal vyznavačem darwinistického pojetí světa a radikálních politických názorů blízkých socialismu (spolupracoval s několika levicovými listy), i když v jeho tvorbě zároveň natrvalo zakotvily i otázky metafyzické povahy. Jeho radikalismus se týkal i estetické oblasti a ve své programové studii Slovesné a výtvarné umění z roku 1913 se přihlásil k evropskému modernismu.
Jako lyrik se Lagerkvist poprvé prosadil roku 1916 sbírkou Úzkost, v níž se však pod vlivem světového válečného konfliktu a osobní krize objevuje téma bolesti, strachu, beznaděje a rezignace. V podobném, krajně pesimistickém duchu jsou napsány i jeho první sbírky povídek a expresionistická, absurditu lidského života manifestující dramata. Tato témata jsou typická i pro jeho další prozaickou tvorbu ve dvacátých letech 20. století, zatímco v jeho básnických sbírkách z té doby se již projevuje obnovená víra v člověka a svět.
V souvislosti s politickými událostmi v Německu v 30. letech a rostoucím nebezpečím fašismu zaujal Lagerkvist aktivní postoj bojujícího humanisty, odpůrce totalitních režimů a obhájce demokratických principů západního světa. Tehdy vznikla jeho velká a varovná díla o moci zla Kat (1933) a Trpaslík (1944) a řada dramat zaměřených na základní problémy lidské existence v podmínkách neustálého ohrožení (německý nacismus).
V padesátých a šedesátých letech se pak Lagerkvist vrátil opět k próze a v řadě stylisticky a formálně dokonalých románů a novel s biblickými a náboženskými náměty se znovu zabýval všelidskými etickými problémy a ve snaze objevit zdroj věčného zápolení dobra a zla došel k víře, že každý člověk s sebou nese pečeť věčnosti a nesmrtelnosti.
Lagerkvist zaujímá ve švédské literatuře výjimečné postavení, neboť svým rozsáhlým a neustále aktuálním dílem, spojujícím tradice a modernost, přesáhl jednotlivé směry a školy a zařadil se mezi nejvýznamnější osobnosti 20. století. Pro jeho literární projev je
příznačná dramatičnost dějů a strohé soustředění pozornosti na postižení nejvlastnější tváře jejich hrdinů i úsilí proniknout k pramenům záporu a zla v člověku, životě i společnosti, aby tím spíše vynikly jako jejich protipól klad a dobro. Již roku 1928 obdržel prestižní Velkou cenu Devíti, roku 1940 byl zvolen členem Švédské akademie a roku 1951 mu byla udělena Nobelova cena za literaturu „…za uměleckou závažnost a hlubokou samostatnost, s nimiž ve svém literárním díle hledá odpověď na věčné otázky lidstva.“ (citace z odůvodnění švédské akademie).
Pär Fabian Lagerkvist zemřel roku 1974.

## Literární dílo
- Människor (1912, Lidé), sbírka povídek, první Lagerkvistova kniha,
- Ordkonst och bildkonst (1913, Slovesné a výtvarné umění), eseje,
- Motiv (1914), první Lagerkvistova sbírka básní,
- Järn och människor (1915, Železo a lidé), sbírka povídek,
- Ångest (1916, Úzkost), sbírka básní,
- Den sista människan (1917, Poslední člověk), drama, první Lagerkvistova divadelní hra,
- Teater (1918, Divadlo), kniha, ve které Lagerkvist prezentoval své názory na divadelní umění a vznesl požadavek, aby ibsenovský realismus nahradilo stylizované divadlo v duchu pozdního Augusta Strindberga.
- Den svåra stunden (1918, Těžká chvíle), trojice jednoaktovek, ve kterých se Lagerkvist snažil v praxi uplatnit své názory z knihy Divadlo.
- Kaos (1919, Chaos), svazek zahrnující básně, prózu a drama Himlens hemlighet (Tajemství nebes),
- Det eviga leendet (1920, Věčný úsměv), drama,
- Den lyckliges väg (1921, Šťastlivcova cesta), sbírka básní,
- Den osynlige (1923, Neviditelný), drama,
- Onda sagor (1924, Zlé pohádky), sbírka satirických kafkovských povídek,
- Gäst hos verkligheten (1925), Host skutečnosti), autobiografická próza,
- Hjärtats sånger (1926, Píseň srdce), sbírka básní,
- Det besegrade livet (1927, Poražený život), eseje,
- Han som fick leva om sitt liv (1928, Ten, který směl znovu žít svůj život), drama,
- Kämpande ande (1930, Bojující duch), sbírka povídek,
- Vid lägereld (1932, U táborového ohně), sbírka básní,
- Bödeln (1933, Kat), novela i drama (1934) o nezničitelnosti a moci zla,
- Den knutna näven (1934, Zaťatá pěst), cestopis,
- Den befriage människan (1934, Osvobozený člověk), eseje,
- I den tiden (1935, Za těch časů), sbírka povídek,
- Mannen utan sjål (1936, Muž bez duše), novela,
- Seger i mörker (1939, Vítězství ve tmě), drama,
- Sång och strid (1940, Píseň a boj), sbírka básní,
- Midsommardröm i fattighuset (1941, Sen noci svatojánské v chudobinci), drama,
- Hemmet och stjärnan (1942, Domov a hvězda), sbírka básní,
- Dvärgen (1944, Trpaslík), vrcholný autorův román, ve kterém Lagerkvist odsoudil zlo a násilí, kterým fašismus zavalil Evropu. Jeho zosobněním je tu lidská zrůda, trpaslík u dvora kteréhosi severoitalského knížectví, jenž se zvrhlým zájmem sleduje a kde může podněcuje nejnižší lidské pudy násilnictví a touhy po stále větší moci u svého knížecího pána.
- De vises sten (1947, Kámen mudrců), drama,
- Låt människan leva (1949, Nechte člověka žít), drama,
- Barabbas (1950, Barabáš), krátký dramatický román, další autorovo mistrovské dílo, jehož hrdina, drsný starověký Barabáš, odsouzený k trestu smrti ukřižováním a potom osvobozený, je svědkem Kristovy smrti a od té doby je proti své vůli a rozumu strhován příkladem prvních křesťanů. Osamocen mimo jejich společenství hledá jejich vnitřní jistotu a nakonec ji i on nalézá na kříži. Kniha na biblickém příběhu zobrazuje symboliku moderní doby, typ rozpolceného člověka, který hledá životní jistotu. Román byl dvakrát zfilmován. Poprvé roku 1953 švédským režisérem Alfem Sjöbergem, podruhé roku 1961 americkým režisérem Richardem Fleischerem s Anthonym Quinnem v hlavní roli.
- Aftonland (1953, Večerní země), sbírka básní,
- Sibyllan (1956, Sibyla), novela, první část vyprávění o Věčném Židovi,
- Ahasverus död (1960, Ahasverova smrt), novela, dokončení vyprávění o Věčném Židovi, ve kterém Ahasver konečně najde klid.
- Pilgrim på havet (1962, Poutník na moři), novela,
- Det heliga landet (1963, Zaslíbená země), novela,
- Mariamne (1967), milostná novela z doby krále Heroda.

## Česká vydání
- Sen noci svatojánské v chudobinci DILIA, Praha 1962, přeložil Josef Vohryzek,
- Trpaslík, SNKLU, Praha 1964, přeložil Radko Kejzlar,
- Barabáš, Vyšehrad, Praha 1964, přeložila Dagmar Chvojková-Pallasová,
  - Román byl v roce 2011 zpracován v Českém rozhlasu jako sedmidílná četba na pokračování. Překlad: Dagmar Chvojková-Pallasová, rozhlasová úprava: Vladimíra Bezdíčková, četl: Ivan Trojan, režie: Tomáš Vondrovic.[1]
- Kat a jiné povídky, NPL, Praha 1965, přeložil Josef Vohryzek, výbor obsahuje sedm novel a povídek: Kat, Zlý anděl, Maurice Fleury, Smrt hrdiny, Rudá záře, Svatební hostina a Poutník na moři.
- Čtyři příběhy o daleké pouti, Odeon, Praha 1983, přeložil Libor Štukavec a Ivo Železný, kniha obsahuje čtyři novely: Sibyla, Ahasverova smrt, Poutník na moři a Svatá země.